# Bahtiyar Yorulmaz
Bahtiyar Yorulmaz (* 12. August 1955 in Denizli) ist ein ehemaliger türkischer Fußballspieler.

## Karriere
Bahtiyar Yorulmaz spielte in seiner Karriere für folgende Mannschaft: Eskişehirspor, Bursaspor, Fenerbahçe Istanbul und Denizlispor. 1980 erzielte er in 27 Ligaspielen 12 Tore, womit er gemeinsam mit Mustafa Denizli von Altay Izmir (22 Spiele) Torschützenkönig der türkischen Liga wurde; nur in der Saison 1959 reichten mit 11 Toren weniger, allerdings gab es damals nur 16 Saisonspiele. 1983 gewann er mit Fenerbahçe Meisterschaft und Pokal.
Insgesamt spielte Bahtiyar Yorulmaz 196 Erstligaspiele und erzielte 54 Tore. Für die Türkei spielte er zwischen 1979 und 1981 fünf Spiele.

## Erfolge
Bursaspor
- Torschützenkönig: 1979/80 (12 Tore / gemeinsam mit Mustafa Denizli)

Fenerbahçe Istanbul
- Türkischer Fußballmeister: 1983
- Türkischer-Fußballpokal-Sieger: 1983